# Rousseloy
Rousseloy es una comuna francesa situada en el departamento de Oise, en la región de Alta Francia.

## Demografía
| 153 | 152 | 195 | 236 | 335 | 336 | 299 |
| Para los censos de 1962 a 1999 la población legal corresponde a la población sin duplicidades (Fuente: INSEE [Consultar]) |     |     |     |     |     |     |